# 北野利信
北野 利信（きたの としのぶ、1928年1月14日 - 2015年7月31日）は、日本の経営学者、大阪大学名誉教授。

## 略歴
滋賀県出身。1951年神戸経済大学卒、セントルイス大学大学院で博士号取得。南山大学講師、助教授、1969年学習院大学教授、1980年大阪大学経済学部教授、91年定年退官となり、名誉教授。愛知学院大学教授も務めた。2015年7月31日、前立腺がんのため死去、87歳。

## 著書
- 『経営組織の設計』森山書店 1965
- 『現代経営のビジョン』評論社 1965
- 『経営学原論 新しい価値体系の創造』東洋経済新報社 1996

### 共編著
- 『経営学の基礎知識 補習と復習のために』小川英次、後藤幸男、高柳暁、村田昭治共編 有斐閣 1973
- 『経営学説入門』編 有斐閣新書　1977
- 『マトリックス組織の編成と運営 複合能力の統合と人材活用』編 ダイヤモンド社 1981

### 翻訳
- P.セルズニック『組織とリーダーシップ』ダイヤモンド社 1963
- A.ザレズニク『経営の人間問題』評論社 1967
- アーネスト・デール, L.C.ミシュロン 共著『現代経営の方法』評論社 1967
- フレデリック・ハーズバーグ『仕事と人間性 動機づけー衛生理論の新展開』東洋経済新報社 1968
- E.ジャックス『責任の測定 公正な仕事,給料,個人能力を客観的に測定する研究』評論社　1968
- W.ブラウン, E.ジャックス『グレーシャー計画 能力を生かす組織と経営の研究』評論社 1969
- アンドリュー・ハッカー『アメリカ時代の終り』評論社 1970
- エリオット・ジャックス『公正な給料 仕事・給料・能力の均衡理論』ダイヤモンド社 1974
- D.S.ピュー, D.J.ヒックソン, C.R.ヒニングス『組織とは何か 諸学説へのアプローチ』評論社 1974
- フレデリック・ハーズバーグ『能率と人間性 絶望の時代における経営』東洋経済新報社 1978
- ヘンリー・ミンツバーグ『人間感覚のマネジメント 行き過ぎた合理主義への抗議』ダイヤモンド社 1991
- デリック・S.ピュー, デービッド・J.ヒクソン『現代組織学説の偉人たち 組織パラダイムの生成と発展の軌跡』有斐閣 2003

## 論文
- <北野利信